# Salamancaskolan
För andra betydelser, se Salamancaskolan (olika betydelser).
Salamancaskolan var en teologisk, rättsfilosofisk och ekonomisk skola vid universitetet i Salamanca under renässansen, med rötter i Francisco de Vitorias intellektuella och pedagogiska teorier.
Salamancaskolan uppstod till följd av konflikten mellan romersk-katolska kyrkan och humanismen, reformationen, och inte minst upptäckten av Amerika. Bland dess mest framträdande personer fanns förutom Francisco de Vitoria, Domingo de Soto, Martín de Azpilcueta, Tomás de Mercado och Francisco Suárez. Samtliga hade en bakgrund som naturrättsfilosofer och etiker, och föresatte sig att anpassa Thomas av Aquinos lära till de nya förutsättningarna i världen.
Skolans lära och målsättningar spreds till andra universitet. En mycket snarlik skola utvecklades vid Coimbras universitet i Portugal av jesuiterna, som därigenom trängde undan dominikanerna från den intellektuella makten i den romersk-katolska kyrkan. Bland dessa fanns Luis de Molina, den ovan nämnde Suárez, samt Giovanni Botero, som skulle sprida skolan till Italien.

## Lag och rätt
Salamancaskolans juridiska doktrin gjorde upp med det medeltida rättssystemet, genom att införa friheten som begrepp; i samtidens Europa var det helt främmande att iakttaga detta i dylika diskussioner. Människans naturliga rättigheter kom därmed i förgrunden, dels i form av samhälleliga rättigheter och dels som andliga.

### Naturlig lag och mänskliga rättigheter
Den naturliga lagen omvärderades av Salamancaskolan. Den var enligt deras synsätt immanent i naturen, och allt levande som verkade för naturens ordning följde denna lag. Eftersom alla människor har givits naturen på samma villkor, har människor samma rättigheter, i form av jämlikhet och frihet. I motsats till den förhärskande synen i Spanien och Portugal, att ursprungsbefolkningarna i Amerika var som barn eller mindervärdiga, erkände Salamancaskolan deras rättigheter, i synnerhet deras religiösa friheter att slippa påtvingad konvertering. Därmed införlivades en ny människosyn i den europeiska idéhistorien.
Eftersom ingen människa är isolerad, utan fungerar som samhällsvarelse, kan inte naturrätten begränsas till individen. Till exempel kan inte rättvisa begränsas till en individ, eftersom den utövas av samhället, menade Salamancaskolan. För Gabriel Vázquez innebar naturrätten en skyldighet att agera i enlighet med rättvisan.

### Suveränitet
Salamancaskolan urskilde två dimensioner av suveräner: den civila och den övervärldsliga, vilket spann vidare på den teori från medeltiden som skilde mellan kungamakten av Guds nåde och det temporala pontifikatet. En direkt konsekvens av att skilja dessa dimensioner, var att kungen inte ägde jurisdiktion över själarna, och påven inte hade ställföreträdande makt. Detta inbegrep tanken att statens legitima makt var inskränkt. Enligt Luis de Molina var dock staten synonym med det merkantila samhället.
Under denna tid legitimerades kungamakten i England på gudomlig rätt, och att denna rätt innebar att undersåtarna måste lyda regenten. Salamancaskolan menade i kontrast till detta, att det var folket som hade den gudomliga rätten, vilken det under vissa förbehåll lämnade till en prins. Den som gick längst i denna åsikt var Francisco Suárez, som i sin Fidei Catholicae adversus Anglicanae sectae errores (Försvar av den katolska läran mot den anglikanska sektens irrlära; 1613) är det starkaste uttrycket för folksuveränitetsprincipen under denna tid. Människan är av naturen född fri och inte som slav till någon annan, och tillsammans har folket möjlighet att vägra lyda till den grad att det avsätter en regering. I likhet med de Molina menar han att den politiska makten inte kan sägas finnas hos en konkret individ, men till skillnad från denne anser han att det är folket som har makten, och inte en grupp suveräna ledare. På samma sätt skulle Rousseau senare formulera sin teori om kontraktualismen.
För Suárez är politisk makt kontraktualistisk till sin natur, eftersom samhället formas av fria viljors konsensus. En naturlig följd av detta är att demokratin är den naturliga regeringsformen, medan oligarkin och monarkin är sekundära, vilkas anspråk grundar sig på former som antagits eller godtagits av folket.

### Folkrätten och internationell rätt
Francisco de Vitoria var kanske den förste att framställa en folkrätt (ius gentium) och därför en central person i det moderna samhällets framväxt. Han överförde förhållandet mellan suveränen och folket, till ett internationellt perspektiv, och menade att med detta synsätt skulle man kunna komma fram till vad som var rätt för hela världen. Detta betydde att relationerna mellan stater inte borde rättfärdigas genom våld, utan genom lag och rätt. Francisco de Vitoria grundade sålunda den internationella rätten.
Francisco Suárez urskilde två undergrupper av folkrätten: ius inter gentes som är positiv folkrätt, och ius intra gentes som var privaträtt för varje nation.

### Lagliga krig
Beaktande att krig är något av det värsta som kan drabba mänskligheten, slog Salamancaskolan fast att krig endast fick ske för att förhindra något som var ännu värre. En diplomatisk överenskommelse är att föredraga. Exempel på rättfärdiga krig är:
- I självförsvar, så länge som det finns en rimlig chans att vinna. Om det är mest sannolikt att förlora är det bara onödig blodspillan.
- Förebyggande krig mot en tyrann som är på väg att anfalla.
- Krig för att straffa skyldiga fiender.

Ett krig är inte legitimt eller illegitimt enbart på grund av dess motivering, utan måste uppfylla vissa andra krav:
- Våldet måste sättas i proportion till ondskan, och mer våld än nödvändigt får inte användas.
- Regeringar förklarar krig, men om folket motsätter sig det, är det illegitimt.
- De krigande måste hålla sig till moralen, och inte angripa oskyldiga eller döda gisslan.
- Det är obligatoriskt att ett krig har föregåtts av misslyckade förhandlingar, krig får bara ske som sista utväg.

Enligt denna doktrin är krig för att utöka rikets land, korståg, krig mot hedningar eller för att sprida sin tro, och krig för ärans skull, illegitima eller orättfärdiga.

## Ekonomi
Joseph Schumpeter har i sin History of Economic Analysis (1954) lagt mycket kraft bakom att analysera de ekonomiska idéerna i Salamancaskolan. Han menar att Salamancaskolan grundlade den ekonomiska vetenskapen. Dess anhängare formulerade aldrig någon doktrin, men dock de första moderna teorierna, i syfte att bemöta de nya ekonomiska problem som uppstått i slutet av medeltiden. Dessvärre fullföljdes inte deras ansatser förrän mot slutet av 1600-talet, och flera av deras bidrag blev bortglömda.
Fastän det inte verkar finnas något direkt samband, påminner Salamancaskolans ekonomiska teorier om den österrikiska skolan. Murray Rothbard kallar dem därför proto-österrikare.

### Föregångare
År 1517 konsulterades de Vitoria, som då verkade vid Sorbonne, av spanska köpmän i Antwerpen för att utreda moraliska aspekter av att ägna sig åt handel för att öka sin privata förmögenhet. Detta föranledde att de Vitoria och andra teologer började intressera sig för ekonomi. De grundade sina analyser på naturrätt.
Enligt deras synsätt, gav den naturliga ordningen rättigheten att cirkulera, vare sig det var frågan om människor som har rätt att flytta eller resa, eller om varu- eller idéutbyten. Människor har rätt att finna plattformar för broderskap. Därför menade Salamancaskolan att handel inte enbart är förkastlig, utan att det tjänar det allmännas väl.

### Privat ägande
Under 1200-talet uppstod mendikantordnarna, som krävde asketism och fattigdom, för att berika Kyrkan istället. Sådana tiggarordnar motsatte sig privat ägande i högre eller lägre grad. Dominikanerna och Thomas av Aquino menade å andra sidan att privat ägande var naturligt.
Företrädarna för Salamancaskolan var av uppfattningen att privat ägande stimulerar ekonomin, vilket leder till att öka det allmänna välbefinnandet. Icke desto mindre bör det privata ägandet i svåra tider övergå till allmän egendom.
Luis de Molina menade, att enskilda ägare tog bättre hand om sina egendomar än kollektiva ägare.

### Pengar, värde och pris
Den mest kompletta och metodologiska värdeteorin i Salamancaskolan formulerades av Martín de Azpilcueta och Luis de Molina. Intresserad av ädelmetaller från Amerika bevisade de Azpilcueta att priset på ädelmetaller var högre i länder där de var sällsynta än i länder där de var vanliga. Priset på ädelmetaller, liksom andra handelsvaror, avgjordes av tillgången. Denna teori upptogs senare av Jean Bodin.
Till dess hade värdeteorin baserats på idén att priset avgjordes av produktionskostnaderna. Diego de Covarrubias och Luis de Molina utvecklade en subjektiv teori om värden och priser, som gick ut på att användbarheten hos en vara skilde sig från användare till användare, så rättvisa priser sattes bäst genom ömsesidiga avtal av aktörerna i handeln, som skulle hindra monopol, korruption och ingripanden från staten. Med modernt språkbruk skulle Salamancaskolan kunna sägas förespråka frihandel, där pris och värde avgjordes av tillgång och efterfrågan.

### Lån och ränta
Ocker (vilket på den tiden innebar all form av personlig vinning vid lån) har länge fördömts av katolska kyrkan. Andra Laterankonciliet 1139 fördömde all återbetalning som uppgick till en större summa än vad som lånats. Konciliet i Vienne 1311-1312 förbjöd uttryckligen ocker och förklarade all författning som tillät ocker vara heretisk. Under medeltiden togs endast lån som en sista utväg, varför det ansågs omoraliskt att kräva något i gengäld.
Under renässansen medförde den ökade rörligheten mellan människor en ökad handel och gynnsamma möjligheter för entreprenörer att starta lukrativa företag. Under dessa förhållanden blev lån inte enbart ett möjliggörande av konsumtion, utan även produktion, varför fenomenet inte kunde åläggas samma moraliska synvinkel. Salamancaskolan föreslog ett antal villkor då ränta var rättfärdigt, bland annat som återgäldande av de förlorade möjligheter att själv använda sina pengar.

## Teologi
Under renässansen urvattnades teologin medan humanismen stärktes och skolastiken blev alltmer en mekanisk rutin. Francisco de Vitoria återuppväckte dock teologin vid universitet i Salamanca, och särskilt thomismen upplevde ett förnyat intresse. Salamancaskolans största insats kan sägas ha varit att fokusera problem som låg människan närmare, och som tidigare hade ignorerats. Positiv teologi har ibland använts för att benämna denna nya teologi, som kontrast mot skolastiken.

### Moral
Vid denna tid definierades etiska studier som studier av hur människans handlingar stod i förhållande till samhället. Salamancaskolan lanserade den för tiden revolutionerande åsikten att kristna kunde begå onda handlingar och icke-kristna goda. Med detta sade de att moral inte berodde på förhållandet till det gudomliga. I synnerhet i förhållande till hedningar var detta en förändrad syn, då detta innebar att ingen kunde ta för givet att de var onda för att de inte var kristna.
Tidigare hade etik beskrivits genom ett uppräknande av handlingar vilka hade bedömts en och en. I Salamancaskolan utvecklade de istället probabilismen, där det avgörande kriteriet inte var ett sanningsanspråk, utan att säkerställa att handlingen inte var ond. Teorin grundades av Bartolomé de Medina, och vidareutvecklades av Gabriel Vázquez och Francisco Suárez, och blev en av de mest inflytelserika etikteorierna under de kommande seklerna.

### KontroversenDe auxiliis
Kontroversen De auxiliis var en dispyt mellan jesuiter och dominikaner som utspelades under slutet av 1500-talet. Ämnet var nåden och predestinationen, och grundades på skilda synsätt på människans frihet och fria vilja och Guds allmakt. Jesuiterna Prudencio Montemayors och Luis de Leóns tal 1582 om människans frihet, ansågs av dominikanen Domingo Báñez låta som en irrlära, så han angav dem till inkvisitionen för pelagianism. De förbjöds därför att predika och lära ut vad de trodde på. León anmälde då Báñez till heliga stolen som lutheran, men han frikändes.
Detta var dock inte slutet på striden. Först 1607 erkände Paulus V båda rätt att försvara sina idéer och förbjöd dem att peka ut varandra som heretiker.

### Ondskans existens i världen
Att ondskan existerar i en värld som skapats av en god och allsmäktig Gud har varit en paradox som varit svår att lösa. Salamancaskolans svar på detta problem är att det är människans fria vilja som är upphovet till världens ondska, men att den fria viljan också var Guds gåva till människan.